# Verušičky
Verušičky település Csehországban, a Karlovy Vary-i járásban. Verušičky Valeč, Vrbice, Čichalov, Hradiště, Bochov és Žlutice településekkel határos. Lakosainak száma 469 fő (2024. január 1.).

## Népesség
A település lakosságának változását az alábbi diagram mutatja:
| Lakosok száma | 2283 | 1847 | 1757 | 476  | 350  | 474  | 499  | 473  | 448  | 469  |
|               | 1869 | 1900 | 1921 | 1961 | 1980 | 2011 | 2016 | 2019 | 2021 | 2024 |